# Sportpark Yanggakdo
Sportpark Yanggakdo is een sportpark op het eiland Yanggak in de Noord-Koreaanse hoofdstad Pyongyang. Het sportpark werd ontworpen in 2007 en werd op 3 oktober 2012 geopend in aanwezigheid van onder andere vicepremier Kim Yong-jin, minister van Fysieke Cultuur en Sport Pak Myong-chol en minister van Spoorwegen Jon Kil-su. Later in 2012 bezocht premier Choe Yong-rim het sportcomplex. Sportpark Yanggakdo heeft een oppervlakte van ruim acht hectare en bestaat uit drie grote trainingshallen, vier gebouwen met slaapzalen voor sporters en twee kantines. De trainingshallen worden onder andere gebruikt voor de sporten volleybal, basketbal, handbal, turnen, fitness, boksen en minivoetbal.